# Facultad Universitaria de Ciencias Agronómicas de Gembloux
La Facultad Universitaria de Ciencias Agronómicas de Gembloux (FUSAGx, del francés: Faculté Universitaire des Sciences Agronomiques de Gembloux) fue una institución belga de enseñanza e investigación consagrada exclusivamente a la agronomía y a la investigación biológica. A partir del año 2009 se fusiona con la Universidad de Lieja, convirtiéndose en la Facultad de Ciencias Agronómicas y Bioingeniería (Gembloux Agro-Bio Tech).
Sus acciones están organizadas alrededor de tres ejes:
- Las ciencias agronómicas
- Las ciencias y tecnologías ambientales
- La química y las bioindustrias

La Facultad ocupa el maravilloso paisaje y los prestigiosos edificios de una abadía benedictina fundada a mediados del siglo X que, después de atravesar diversos periodos de desavenencias, fue reconstruida en el siglo XVIII. Está ubicada en Gembloux, en la parte francófona de Bélgica (Europa), entre Namur y Bruselas. Varias otras instituciones centradas en la enseñanza o investigación en los mismos campos giran en torno de la Facultad y hacen de Gembloux un auténtico polo agronómico y biológico.
Luego de un mínimo de cinco años de estudios, la Facultad entrega los títulos de Bioingeniero en una de las diez orientaciones:
- Agronomía General
- Agronomía tropical
- Economía y Desarrollo
- Protección de Vegetales
- Horticultura
- Ciencia y Producción Animal
- Naturaleza, Agua y Bosques
- Gestión Ambiental y Disposición de Territorios
- Ingeniería Rural y Ambiental
- Química y Bioindustrias

Finalmente, la Facultad ofrece la posibilidad de emprender estudios en el marco del intercambio extranjero.